# Infon
Infon je hypotetická kvantová částice tvořená pouze informací. Neobsahuje hmotu ani energii. 

## Hypotéza
Infon poprvé v kontextu s částicemi představil biolog, filosof a informační teoretik Tom Stonier. Existenci této abstraktní částice se snažil dokázat ve své knize Informace a vnitřní struktura vesmíru: Průzkum v informační fyzice, která poprvé vyšla v roce 1990. 
Podobně jako světlo a s ním spojená informace může také informace existovat v částicové podobě. Ve vesmíru je tedy informace podobná energii, má fyzikální podstatu, ale jedná se o abstraktní veličinu. To znamená, že může existovat množství hypotetických částic, které se skládají pouze z informace. Tyto částice Stonier pojmenoval jako infony. Existencí infonů nelze dokázat tradičními vědeckými experimenty, protože nedisponují hmotou ani energií, a proto se mohou projevit pouze změnami vlastní organizace. 

Celá teorie je podložená několika vzorci:
{\displaystyle E=m_{0}c^{2}/{\sqrt {1-v^{2}/c^{2}}}}

Tento vztah se zabývá převoditelností mezi energií a informací. Vzorec obsahuje Einsteinův relativistický vztah, který říká, že energie se rovná hmotnosti vynásobené čtvercem rychlosti světla. Stonier z tohoto vzorce odvozuje domněnku, co se stane, pokud hmotnost m0 = 0. Dochází tak k nulové hodnotě energie. Pokud se však budou částice pohybovat rychlostí světla v2 = c2, dostane energie statut neurčitého výrazu. Z čehož vyplývá, že může mít nějakou hodnotu, ovšem dle funkčního vztahu nelze dokázat jakou.

Další vztah popisuje relativistickou hybnost:
{\displaystyle p=m_{0}v/{\sqrt {1-v^{2}/c^{2}}}}

V tomto případě je nutné uvažovat o nehmotné částici, která se pohybuje rychlostí jinou, než je rychlost světla c. Může se jednat o částici podobnou fotonu, ovšem bez energie, hybnosti a zbytkové hmotnosti. Ovšem mohla by mít rychlost, směr a proto by mohla představovat pohybující se jednotku, která tvoří čistou informaci, infon.
Tyto úvahy jsou dále rozváděny do oblasti vlastností infonu, a pomocí vztahů odvozených od lineární hybnosti fotonu a vztahu mezi frekvencí a vlnovou délkou. Stonier tak dochází k zajímavým postulátům:
1. infon je foton, jehož vlnová délka se prodloužila do nekonečna
2. foton je infon pohybující se rychlostí světla [2]

Infon tedy může být uvažován jako foton, jehož kmitání se zdánlivě zastavilo. Z toho plyne, že při rychlostech jiných, než je rychlost světla se jeho vlnová délka jeví jako nekonečná a jeho frekvence nulová.
Teorie infonu vychází z tvrzení, že nelze uskutečnit žádný přenos informace bez vynaložení určité energie. Nic se nikdy neuspořádá zcela samostatně, vždy je možné s nárůstem entropie pozorovat vstup určité energie. Infon musí být tedy nějakým způsobem svázán s fotonem. To vede k představě vesmíru, v němž infony jsou částí fotonů, které je řídí. To by, dle Stoniera, mohlo znamet, že foton nemusí být základní částicí. Mohl by být složen z dvou částic. Ze složky energie (emergon) a složky informace (infon), přičemž by se tyto dvě části střídavě a vzájemně transformovaly. Ovšem to záleží na rychlosti, kterou se foton pohybuje. Při rychlosti světla obsahuje foton ve svém „nitru“ kvantum emergon, ovšem při jakékoliv jiné rychlosti se stává z emergonu infon. Fotony s infony ve svém nitru jsou tím pádem všude a procházejí celým vesmírem.
Díky potenciální absenci hmoty a energie nelze dosud existenci infonu prokázat, neboť vědci nedokážou detekovat jejich přítomnost ve vesmíru.
Problematika infonu, jako hypotetické částice spadá to oblasti Informační fyziky. Ta vnímá informaci jako součást vesmíru stejně jako energii a hmotu.

## Protiargumenty
Teorie, na níž je stavěna existence infonů, vychází z množství tezí, jež nestojí na podloženém zkoumání platných a empirických teorií. Jedním z první protiargumentů je neuvážené střídání rychlostí (urychlování, zpomalování) fotonů a to bez zjevných příkladů. Dalším vážným protiargumentem je úvaha o částicích s nulovou klidovou hmotností pohybujících se ve vakuu rychlostí nižší než rychlost světa. Totiž jakékoliv zbrzdění takové částice nebo kvanta elektromagnetického vlnění způsobí její zánik. Její hmotnost i energie bude totiž automaticky nulová. Zbrzděním fotonu zároveň zaniknou i vlastnosti, s jeho pohybem bezprostředně související, tzn. že si foton neuchová ani směr ani rychlost. Celá teorie infonu stojí na velmi chatrných a nepodložených základech.